# Cem Sultan (Fußballspieler)
Cem Sultan (* 27. Februar 1991 in Istanbul) ist ein türkischer Fußballspieler.

## Karriere

### Verein
Cem Sultan kam 2000 in die Jugendmannschaft von Galatasaray Istanbul. Vier Jahre später schaffte er den Sprung in die zweite Mannschaft des Traditionsklubs. Seitdem hat Cem Sultan 73 Spiele absolviert und 39 Tore erzielt. 
Am 9. Mai 2011 gab Sultan sein Debüt in der ersten Mannschaft, er wurde in der Partie zwischen Galatasaray Istanbul gegen Kasımpaşa Istanbul in der 84. Spielminute für Colin Kâzım-Richards eingewechselt. 
Sultan verließ Galatasaray nach Ablauf seine Vertrages und wechselte zur Saison 2011/12 zu Kayserispor. Bereits nach einer Saison wurde er von Kayserispor an den Zweitligisten Manisaspor an. Im Sommer 2013 kehrte er zu Kayserispo zurück.
Im Dezember 2013 löste Sultan seinem Vertrag mit Kayserispor auf und wechselte wenig später zum Zweitligisten Mersin İdman Yurdu. Mit diesem Klub erreichte er zum Sommer 2014 den Play-off-Sieg der TFF 1. Lig und damit den Aufstieg in die Süper Lig.
Nachdem er in einer Erstligasaison bei Mersin İY ohne Einsatz geblieben war, wechselte er zur Saison 2015/16 zum Drittligisten Gümüşhanespor.

### Nationalmannschaft
Sultan spielte ab der türkischen U-15 bis zur U-21 für nahezu alle Jugendmannschaften der Türkei.
Mit der türkischen U-16-Nationalmannschaft nahm er 2007 am Wiktor-Bannikow-Gedächtnisturnier teil und gewann dieses Turnier.

## Erfolge
Mit Mersin İdman Yurdu
- Play-off-Sieger der TFF 1. Lig und Aufstieg in die Süper Lig: 2013/14

Mit der Türkischen U-16-Nationalmannschaft
- - Meisterschaft im Victor Bannikov Turnier: 2007

## Einzelnachweis
1. ↑  milliyet.com.tr: „Cem Sultan, Manisaspor'da“ (Seite nicht mehr abrufbar, festgestellt im April 2018. Suche in Webarchiven)  Info: Der Link wurde automatisch als defekt markiert. Bitte prüfe den Link gemäß Anleitung und entferne dann diesen Hinweis. (abgerufen am 7. Juli 2012)

| Personendaten    | Personendaten             |
| ---------------- | ------------------------- |
| NAME             | Sultan, Cem               |
| KURZBESCHREIBUNG | türkischer Fußballspieler |
| GEBURTSDATUM     | 27. Februar 1991          |
| GEBURTSORT       | Istanbul, Türkei          |